# Ted Bruner
 Ted Bruner es un músico, compositor, y productor originario de San Luis, Misuri. Bruner comenzó su carrera musical cuando su banda de Colonia, firmara con MCA Records en 1998. En 2002, se trasladó a Los Ángeles y comenzó a escribir y producir para Rondor Music Universal. Dejó la discográfica Universal en 2009 y firmó con Warner Chappell.
Ha escrito canciones producidas con Katy Perry, Miley Cyrus, Kesha, Selena Gomez, Three Days Grace, Matt Walst, Neil Sanderson, Brad Walst, Barry Stock, Plain White T's, Hinder, My Darkest Days, Ludacris, Marie Digby.